# Католические марианские конгрегации и общества
В Католической церкви существует ряд монашеских конгрегаций и немонашеских католических движений, посвящённых Деве Марии и названных в её честь.

## Список
| Русское название                | Статус                            | Полное русское название                                            | Полное латинское название                                                                         | Аббревиатура | Год основания | Основано                              | Официальный сайт           | Примечания |
| ------------------------------- | --------------------------------- | ------------------------------------------------------------------ | ------------------------------------------------------------------------------------------------- | ------------ | ------------- | ------------------------------------- | -------------------------- | --- |
| Мариане                         | Монашеская конгрегация            | Конгрегация мариан во имя непорочного зачатия Пресвятой Девы Марии | Congregatio Clericorum Marianorum sub titulo Immaculatae Conceptionis Beatissimae Virginia Mariae | MIC          | 1673          | Бл. Станислав Папчинский, Польша      | http://www.marian.org      | |
| Марианисты (en)                 | Монашеская конгрегация            | Общество Девы Марии                                                | Societas Mariae                                                                                   | SM           | 1817          | Бл. Гийом-Жозеф Шаминад (en), Франция | http://www.marianist.org   | Существуют (недоступная ссылка) два Общества Девы Марии с одинаковым названием, аббревиатурой и имеющих родственные корни, во избежание путаницы именуются «марианисты» и «маристы»                                                      |
| Маристы                         | Монашеская конгрегация            | Общество Девы Марии                                                | Societas Mariae                                                                                   | SM, SMSM     | 1816          | Жан-Клод Колен (en), Франция          | http://www.maristsm.org    | Помимо (недоступная ссылка) мужской ветви собственно отцов-маристы (SM) существуют две женские ветви: сёстры-маристки (SM) и сёстры-маристки миссионерки (SMSM). К отцам-маристам близка ветвь школьных или малых братьев-маристов (FMS) |
| Малые братья-маристы            | Общество апостольской жизни       | Общество Девы Марии                                                | Societas Mariae                                                                                   | FMS          | 1817          | св. Марселен Шампанья, Франция        | http://www.champagnat.org  | Общество (недоступная ссылка) апостольской жизни, тесно связанное с монашеской традицией отцов-маристов. |
| Легион Марии                    | Католическое движение мирян       | Легион Марии                                                       | Legio Mariae                                                                                      | LOM          | 1921          | Фрэнк Дафф (en), Ирландия             | http://www.legionofmary.ie | |
| Марианское движение священников | Католическое движение священников | Марианское движение священников                                    |                                                                                                   |              | 1972          | Стефано Гобби (en), Италия            | http://www.msm-mmp.org     | |